# Giulio Cantalamessa
Pour les articles homonymes, voir Cantalamessa.
Giulio Cantalamessa, né le 1er avril 1846 à Ascoli Piceno et mort le 12 septembre 1924 à Rome, est un peintre et critique d'art italien. 

## Biographie
Jules Cantalamessa naît le 1er avril 1846 à Ascoli-Piceno.
Il a pour maître Antoine Puccinelli, puis, pendant un an, Antonio Ciseri. En 1868, il termine son premier tableau : Plaute écrivant une scène, qui obtient le premier prix à l'exposition de Fermo de 1869. En 1871, il se rend à Rome et y peint un Montagnard aveugle qui obtient une médaille d'honneur à l'exposition d'Urbino. En 1875, il termine un tableau de grande dimension, Francesco Stabili, commandé par la municipalité d'Ascoli.
Il meurt le 12 septembre 1924 à Rome.

## Publications critiques
- « Un quadro di Michelangelo da Caravaggio », dans Bolletino d'Arte, vol. 2, 1908, p. 402.
- La Madonna di Giovanni Bellini nella Galleria Borghese, Calzone, 1914.